# Bentley Mark V
O Bentley Mark V  foi o segundo modelo Bentley da Rolls-Royce. Destinado a ser anunciado no Salão do Automóvel de Earls Court, marcado para o final de outubro de 1939, ele tinha muito em comum com seu antecessor, o Bentley 3.5 Litre. A Segunda Guerra Mundial foi declarada em 3 de setembro de 1939 e alguns dias depois a Bentley anunciou que havia encerrado a produção de itens civis.
O Mark V foi vendido apenas como um chassi simples para ser equipado com uma carroceria de escolha da própria encarroçadora. Ele provou ser o último Derby Bentley; após a guerra, a produção mudou para Crewe.

## Chassi
Era um novo design com longarinas laterais muito profundas para reduzir a flexão e lidar com as cargas alteradas resultantes de uma suspensão dianteira independente totalmente redesenhada no lugar do eixo da viga.

## Motor

Chassi B-24-AW
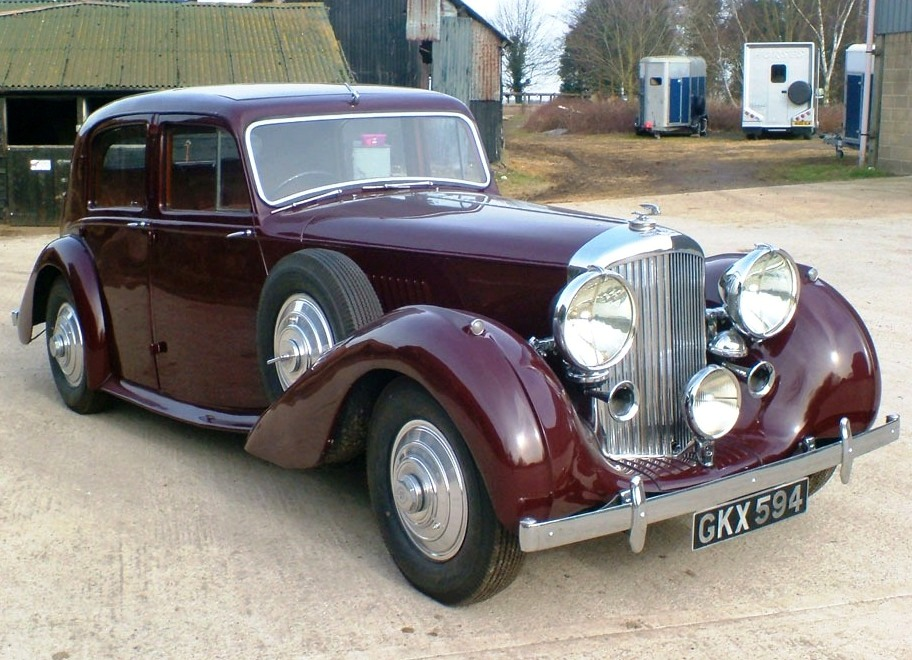
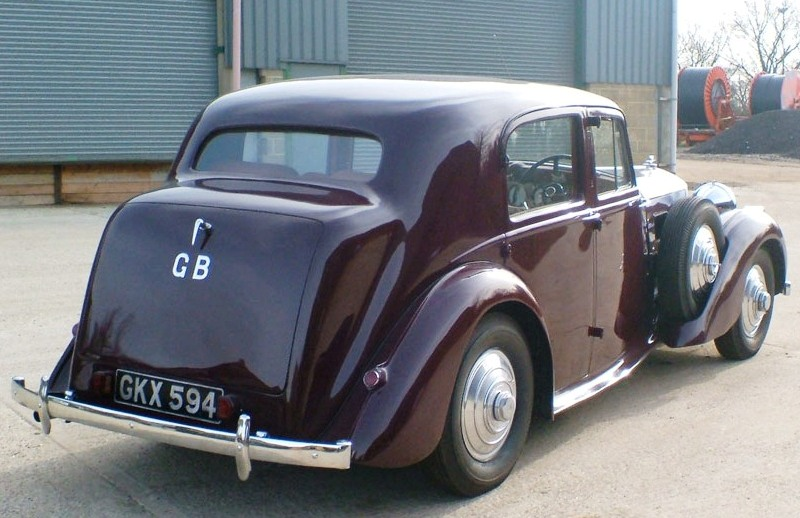
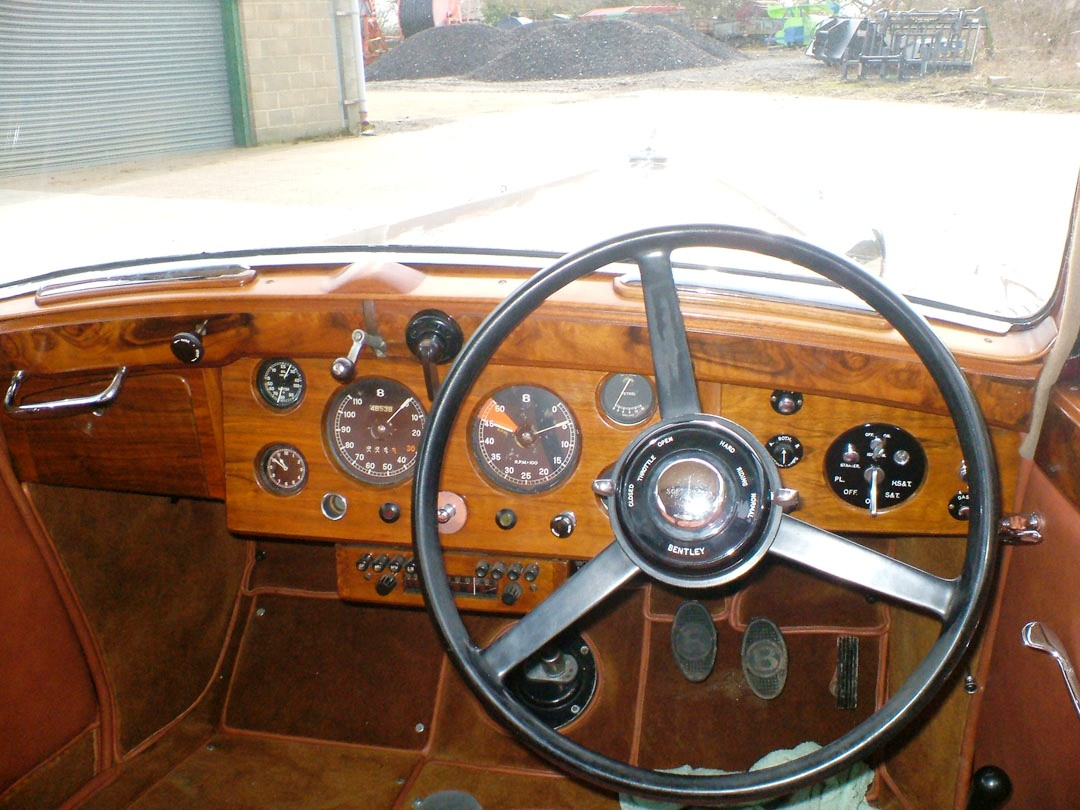
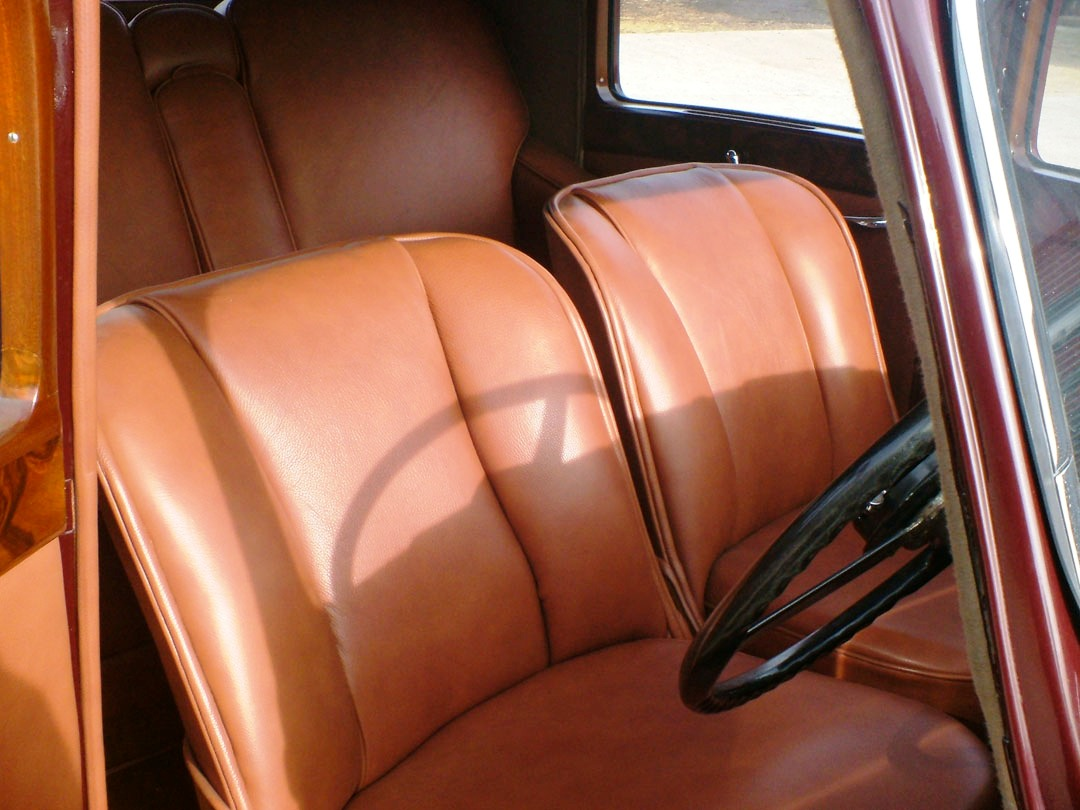

Essencialmente o mesmo que o Bentley 4¼ que ele substituiu, mas com o número de engrenagens de distribuição reduzido. Veja: The Rolls-Royce Motor-Car, Anthony Bird e Ian Hallows, B. T. Batsford, Londres 1972 página 282. Sem um eixo de viga, o motor poderia ser montado mais para a frente e um cuidado especial foi tomado para montá-lo de modo a minimizar o ruído e a vibração para os passageiros.. O motor tinha cilindrada de 4¼ litros (4257 cc) com um diâmetro de 88,9 mm e curso de 114,3 mm.

## Caixa de câmbio
O sincronizador foi fornecido em todas as relações, exceto primeira e ré. Anteriormente, ele era fornecido apenas na terceira e quarta velocidades. Isso provou ser um refinamento muito bem-vindo, aumentando muito o prazer de dirigir o carro. A alavanca de câmbio foi movida para trás, mais perto do motorista, pelo assento, reduzindo as chances de encontrar aço frio na perna da calça enquanto o motorista tentava entrar ou sair. A embreagem empregou um design aprimorado. Um novo eixo cardã dividido aliviou potenciais problemas de vibração.

## Suspensão
Este foi o primeiro Bentley a dispensar um eixo dianteiro de feixe de molas de lâmina. Ele seguiu a liderança da Rolls-Royce de 1938 e, em vez disso, usou um novo design de suspensão dianteira independente em seu chassi completamente novo. Molas helicoidais abertas de baixa taxa ficavam dentro de pares de braços triangulares segurando as rodas dianteiras em seu ponto externo. Os braços superiores agiam em um amortecedor hidráulico do tipo pistão, os braços na parte inferior eram bem afastados para que o traseiro pudesse atuar como um membro de torque durante a frenagem. Esses conjuntos em cada lado eram ligados por uma barra estabilizadora forte.

## Freios
Pela Girling usando a assistência servo mecânica da Rolls-Royce. 57% do esforço agora foi aplicado na frente do carro.

## Produção
Trinta e cinco chassis MK V foram fabricados numerados de B-2-AW a B-70-AW, com apenas números pares sendo usados. Dezoito chassis foram descartados.
- Mark V: dezessete carros concluídos (restam sete carros).
- Corniche MK V: Um carro concluído. O número do chassi fornecido foi 14-BV. Um aço de bitola mais leve foi usado para economizar peso.

## Designação Mark V
Alguns consideram que os Marks I, II e III foram veículos de desenvolvimento da Rolls-Royce e, portanto, o Mark IV foi o primeiro Derby 3½ litros e Bentleys 4¼ litros. O Mark V segue naturalmente disso, mas o Mark VI se tornou o último.

## Departamento experimental
Um modelo leve e aerodinâmico Corniche foi planejado, mas a eclosão da Segunda Guerra Mundial interrompeu o trabalho de desenvolvimento e o conceito finalmente surgiu mais de uma década depois como o Bentley Continental em 1952. O peso era crítico, os designs de pneus da época não conseguiam suportar com segurança carros maiores nas altas velocidades contínuas que estavam se tornando possíveis nas novas rodovias do continente. Este primeiro sedã esportivo de 4 portas tinha uma carroceria projetada por Georges Paulin e construída pela Vanvooren de Paris. Enquanto estava na França, foi seriamente danificado quando capotou. Deixado no cais em Dieppe, acredita-se que foi destruído por bombardeio, embora o chassi possa ter retornado a Derby. Uma cópia deste carro está sendo recriada pelo Rolls-Royce Heritage Trust em Derby. Um mascote aerodinâmico especial foi projetado por Georges Paulin após ser encomendado por Alex Harvey Bailey. Uma fotografia do carro original pode ser vista por meio de um link externo - veja abaixo.

## Galeria
- Chassi B-24-AW